# Cercyon herceus
Cercyon herceus är en skalbaggsart som beskrevs av Ales Smetana 1978. Cercyon herceus ingår i släktet Cercyon och familjen palpbaggar.

## Underarter
Arten delas in i följande underarter:
- C. h. herceus
- C. h. frigidus